# Villa Kolbe
Die Villa Kolbe, später auch „Kohlmann-Villa“ beziehungsweise „Schramm-Klinik“ genannt, ist ein seit 1980 unter Denkmalschutz stehender „Villenbau im Stil eines deutschen Renaissanceschlosses“ in der Zinzendorfstraße 16 im Stadtteil Alt-Radebeul der sächsischen Stadt Radebeul. Das 1890/1891 nach Entwürfen des Berliner Architekten Otto March erbaute Landhaus Dr. Kolbe im Stil der Neorenaissance ist „eine der aufwendigsten und architektonisch qualitätsvollsten Villen von Radebeul und seiner weiteren Umgebung“, jedoch durch jahrelangen Leerstand verwahrlost. Der Bau erfolgte für den Chemiker Carl Kolbe (1855–1909), alleinzeichnungsberechtigter Generaldirektor der nahegelegenen Chemischen Fabrik von Heyden.

Villa Kolbe (1897)

## Beschreibung

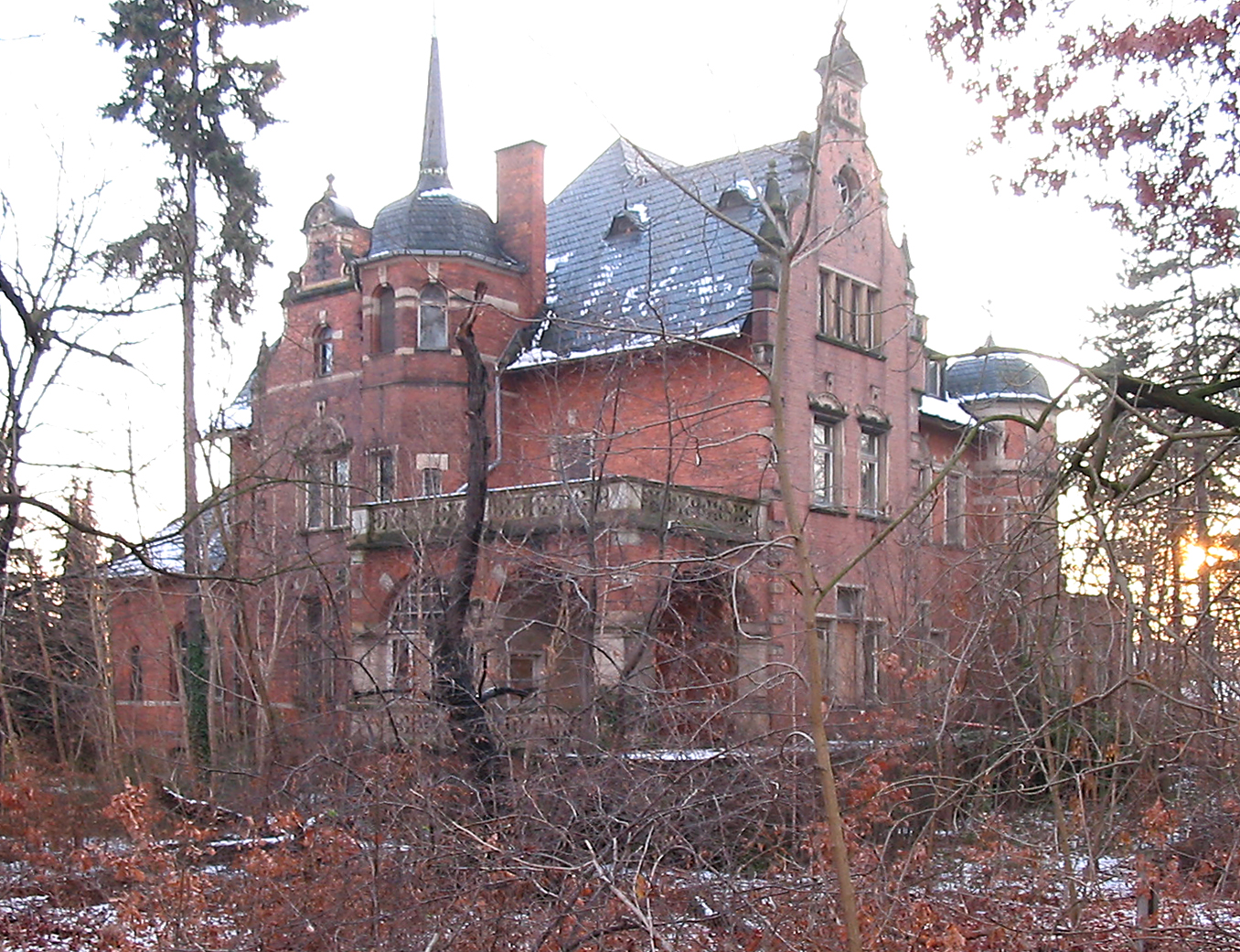
Villa Kolbe von Norden (2008)

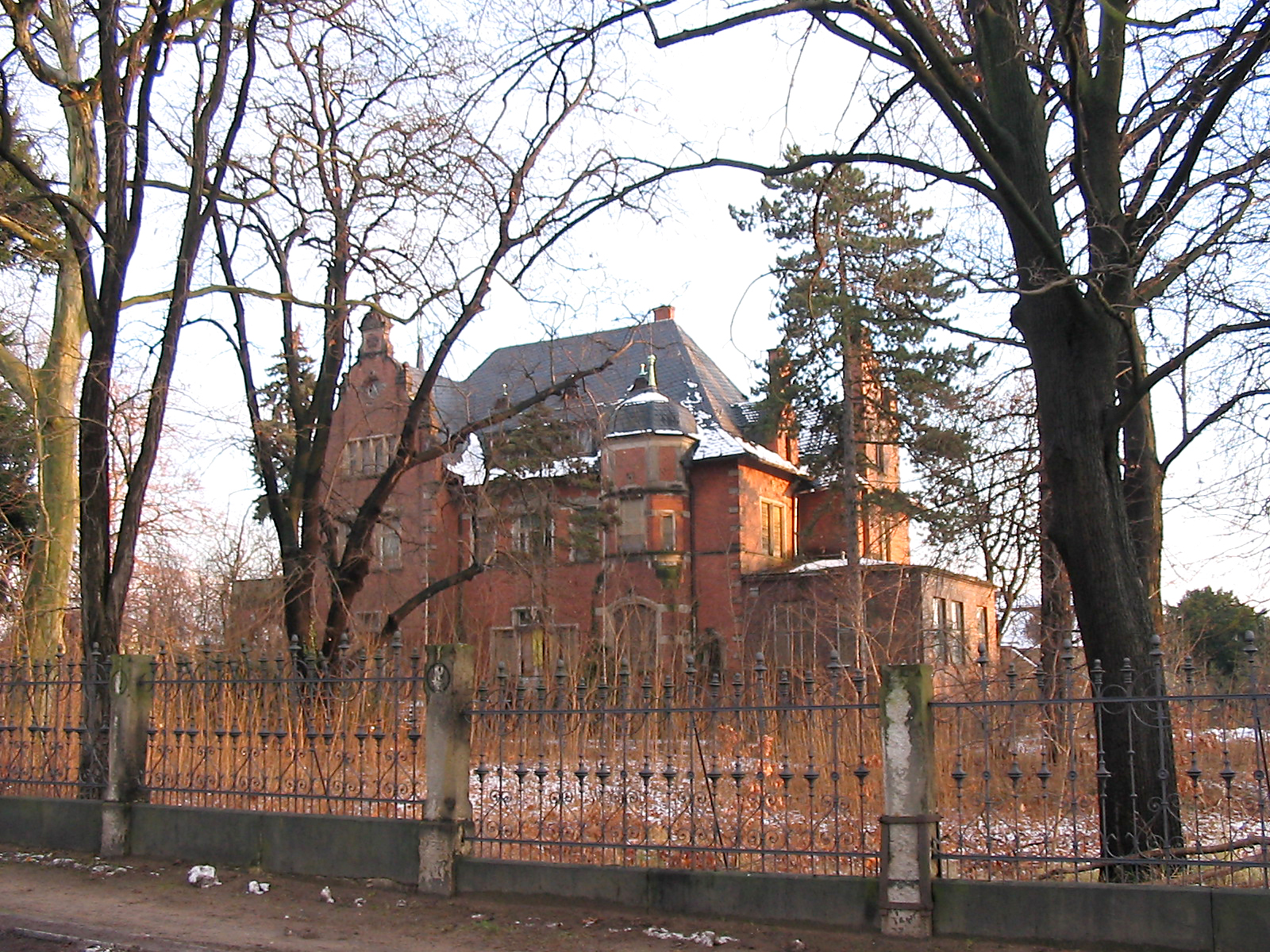
Villa Kolbe von Westen (2008)

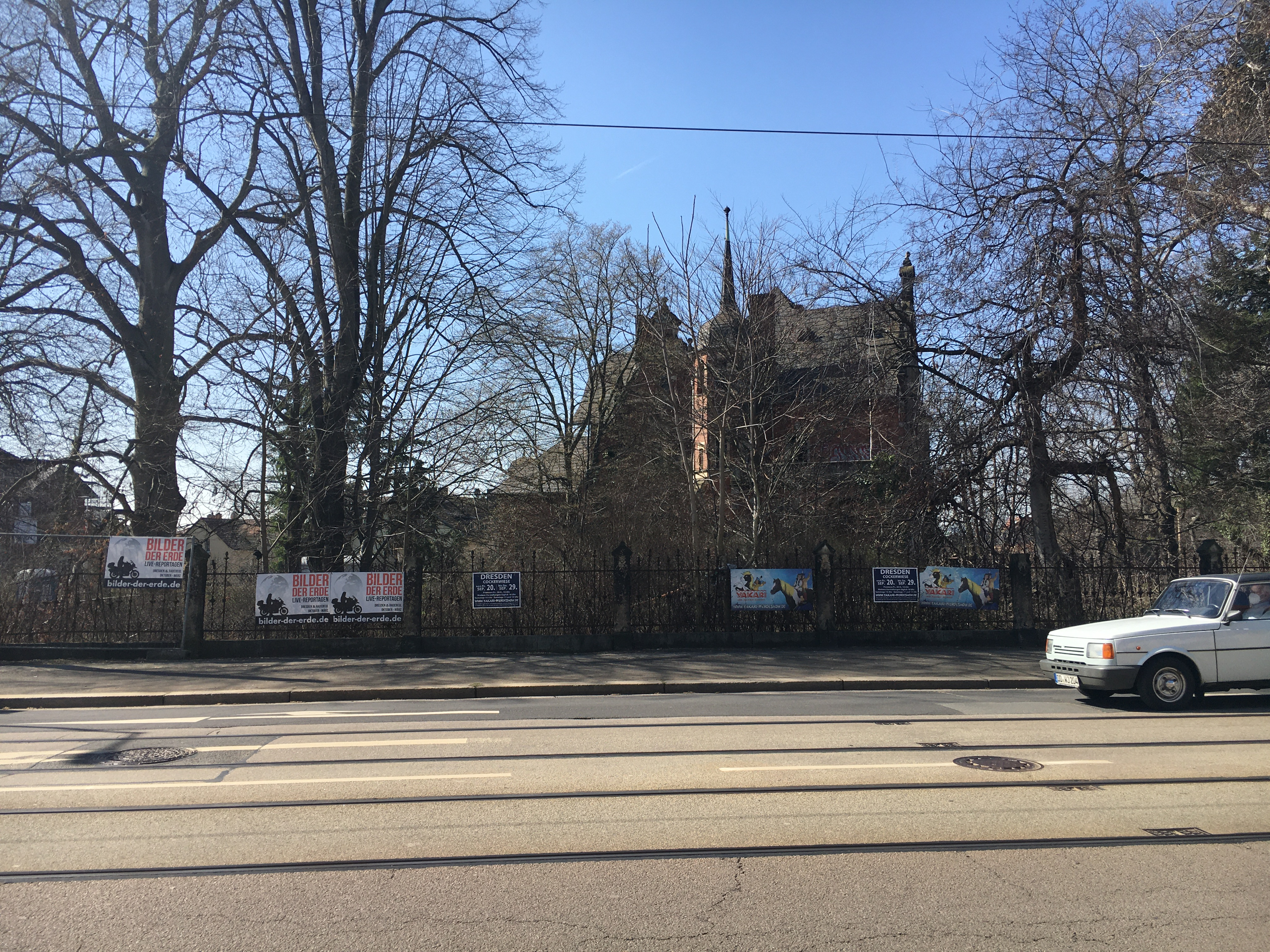
Villa Kolbe von Nordosten mit der Hälfte der Breite des Grundstücks an der Meißner Straße (2021)

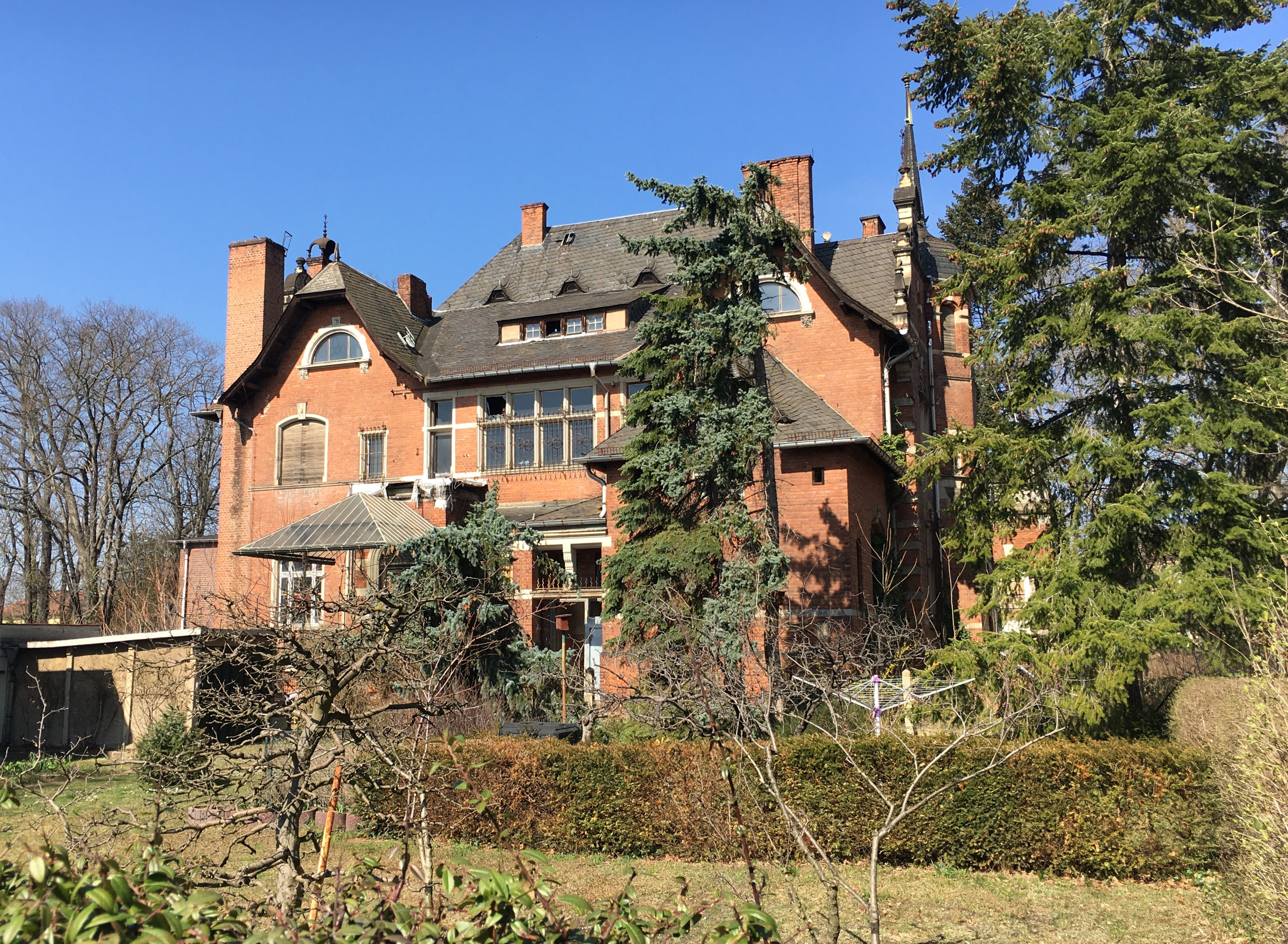
Villa Kolbe von Osten (2021)

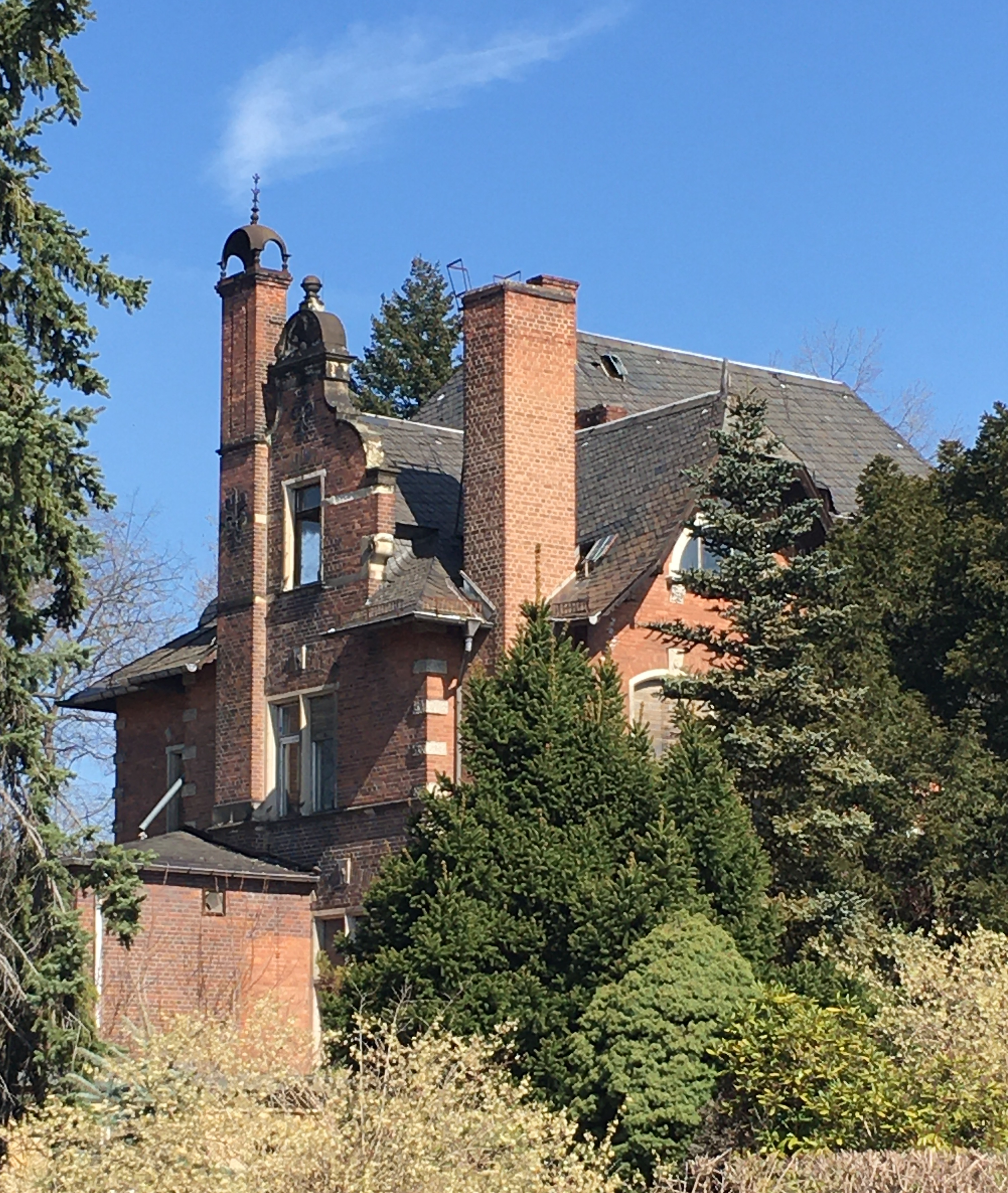
Villa Kolbe von Süden (2021)

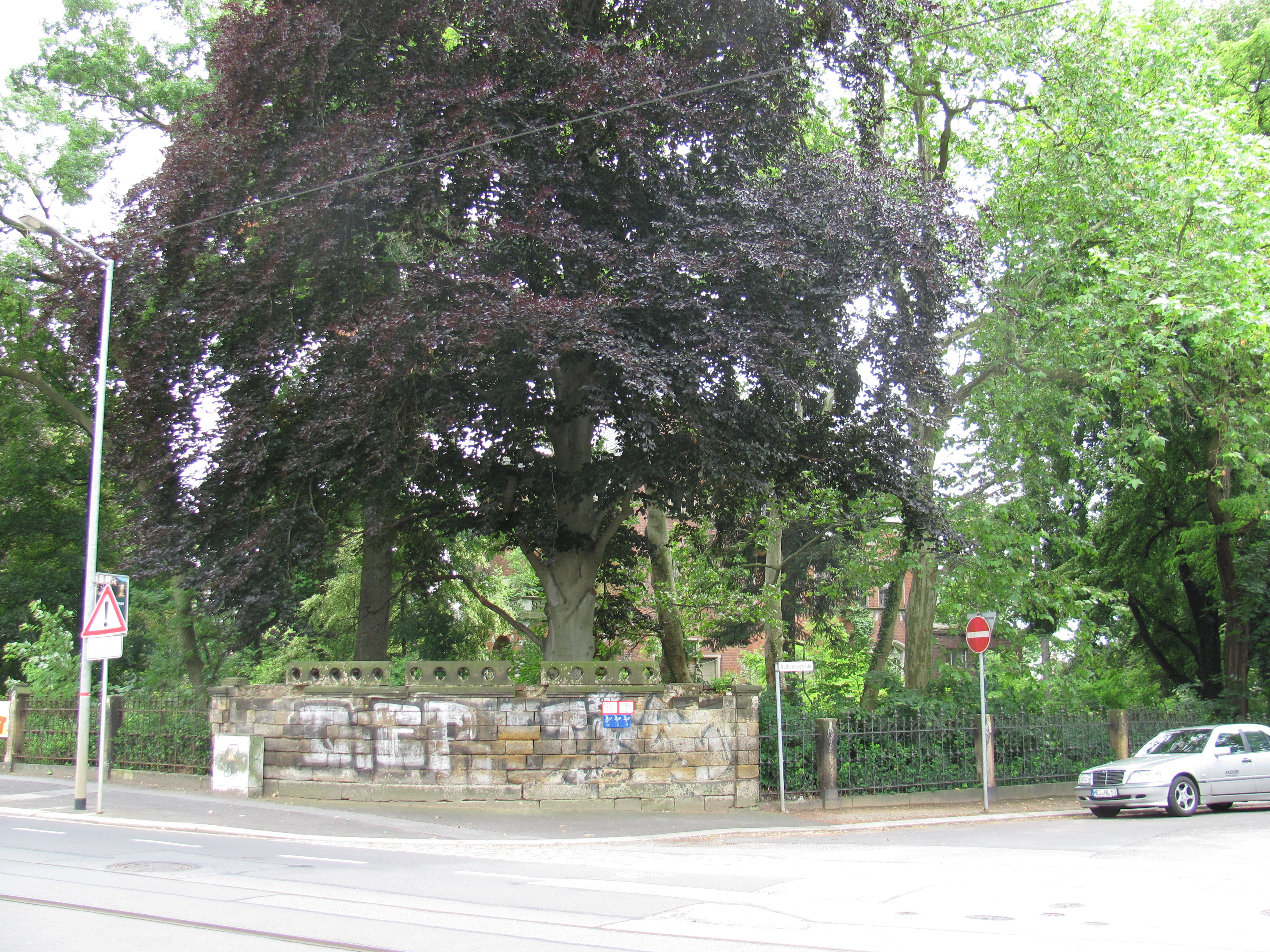
Villa Kolbe inmitten des denkmalgeschützten Parks (2013)

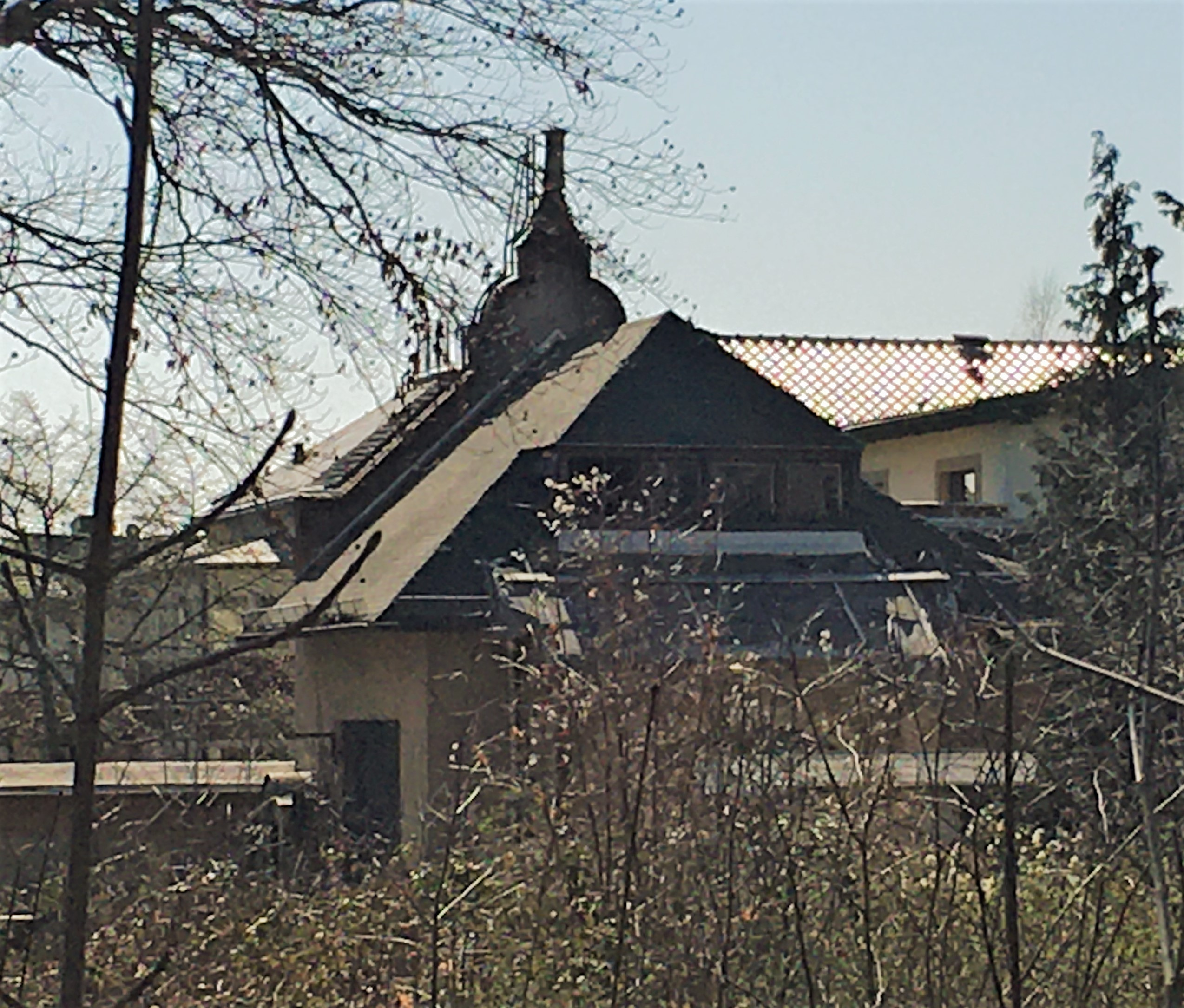
Kutscherhaus der Villa Kolbe (2021)

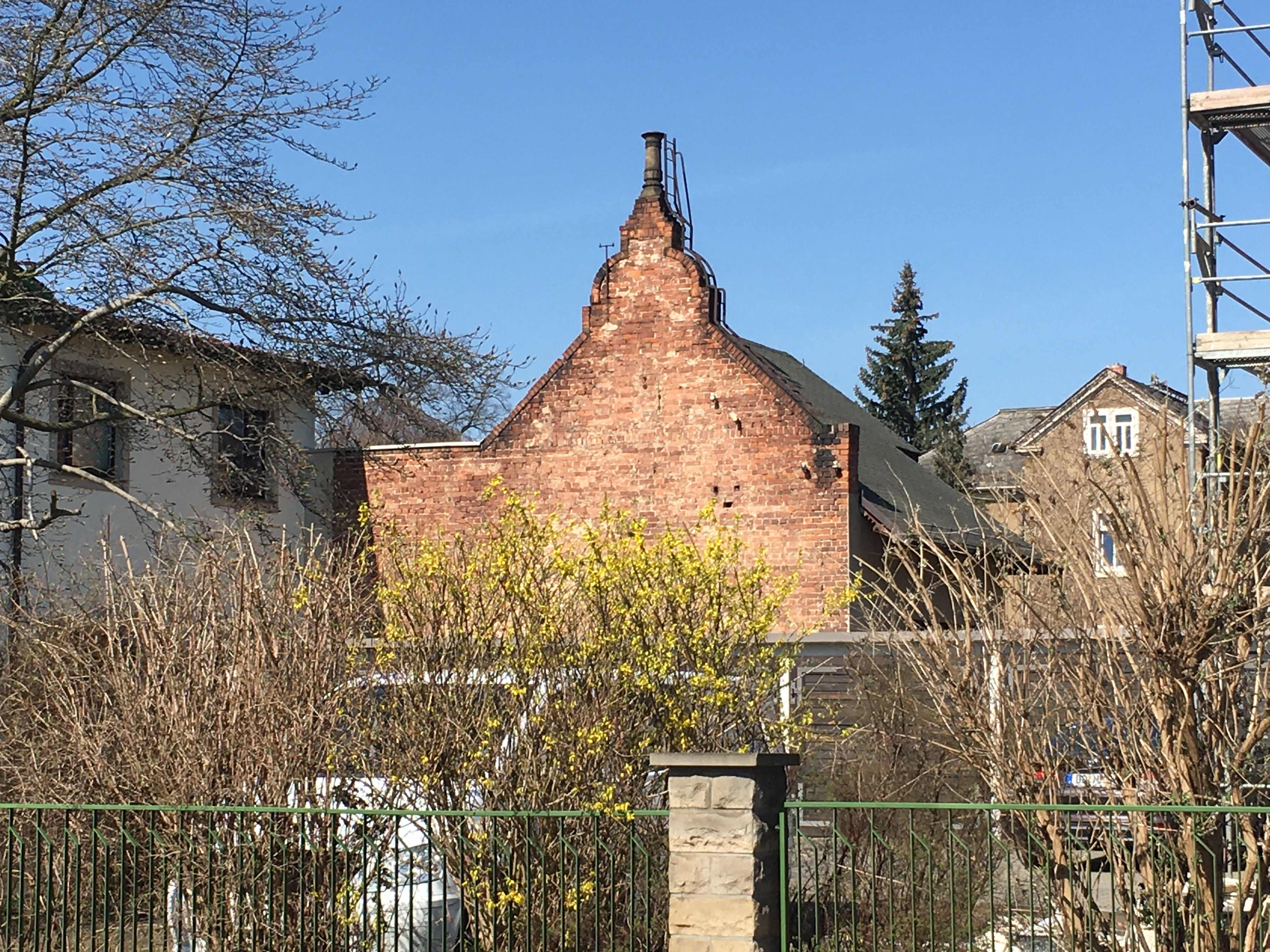
Kutscherhaus der Villa Kolbe, Rückseite von der Zinzendorfstraße (2021)

Die große, aufwändige Villa im Stil eines deutschen Renaissanceschlosses, als schönes Beispiel dieser Stilrichtung auch im Handbuch der Deutschen Kunstdenkmäler aufgeführt, steht in einem weitläufigen Grundstück, das als Englischer Landschaftsgarten konzipiert wurde und dessen Baumbestand inzwischen ausgewachsen, jedoch verwildert ist. Das Gebäude hat ein hohes Sockelgeschoss, zwei Vollgeschosse sowie ein leicht ausgebautes, hohes Walmdach. Die Fassaden bestehen aus roten Verblendziegeln mit Gliederungen aus Sandstein.
Die Hauptansicht zur Rathenaustraße zeigt auf der linken Seite einen Seitenrisaliten mit einem Volutengiebel und auf der rechten Seite einen Turmvorbau mit geschweifter Haube und Spitze. Davor befindet sich eine Terrasse zum Garten. Die Ansicht zur Meißner Straße zeigt ebenfalls einen Volutengiebel, einen polygonalen Turm mit Haube sowie einen Söller mit einer Brüstung aus Maßwerk. Die Eingangsseite zur Zinzendorfstraße zeigt zwei Krüppelwalmgiebel und mehrere Vorbauten im Erdgeschoss.
Das Gebäude hat im Inneren eine zentrale, fast 60 Quadratmeter große und über beide Hauptgeschosse reichende Halle mit der Haupttreppe. Darum herum sind die Wohnräume gelegen, die „mit Vertäfelungen, aufwändig verzierten Decken, Bleiglasfenstern, vielfältigen Einbauten und Ornamenten malerisch ausgestaltet[…]“ sind. In der Halle, im Herrenzimmer und im Damensalon gab es offene Kamine. Dazu gab es ein „Grünhaus“, ein Billardzimmer mit Zugang zum Park und einen zweigeschossigen Weinkeller mit Probierstube.
Die technische Ausstattung des Hauses bestand aus einer Warmwasserheizung des Dresdner Ingenieurs Emil Kelling (Vater des Internisten Georg Kelling) sowie aus einer elektrischen Lichtanlage, die von Akkumulatoren im Keller des nahegelegenen Stalls gespeist wurde. Diese Akkumulatoren wurden über ein Kabel aus der in der 800 Meter entfernten Fabrik aufgestellten Dynamomaschine geladen. Vermutlich war die Direktorenvilla das erste Radebeuler Wohnhaus mit elektrischem Licht, da das Kummer’sche Elektrizitätswerk erst vier Jahre später im Lößnitzgrund seinen Betrieb aufnahm (1896). Die im Keller befindliche Waschküche war über einen Fahrstuhl mit dem Trockenboden verbunden.
Die Hausangestellten wohnten im teilweise ausgebauten Dach.

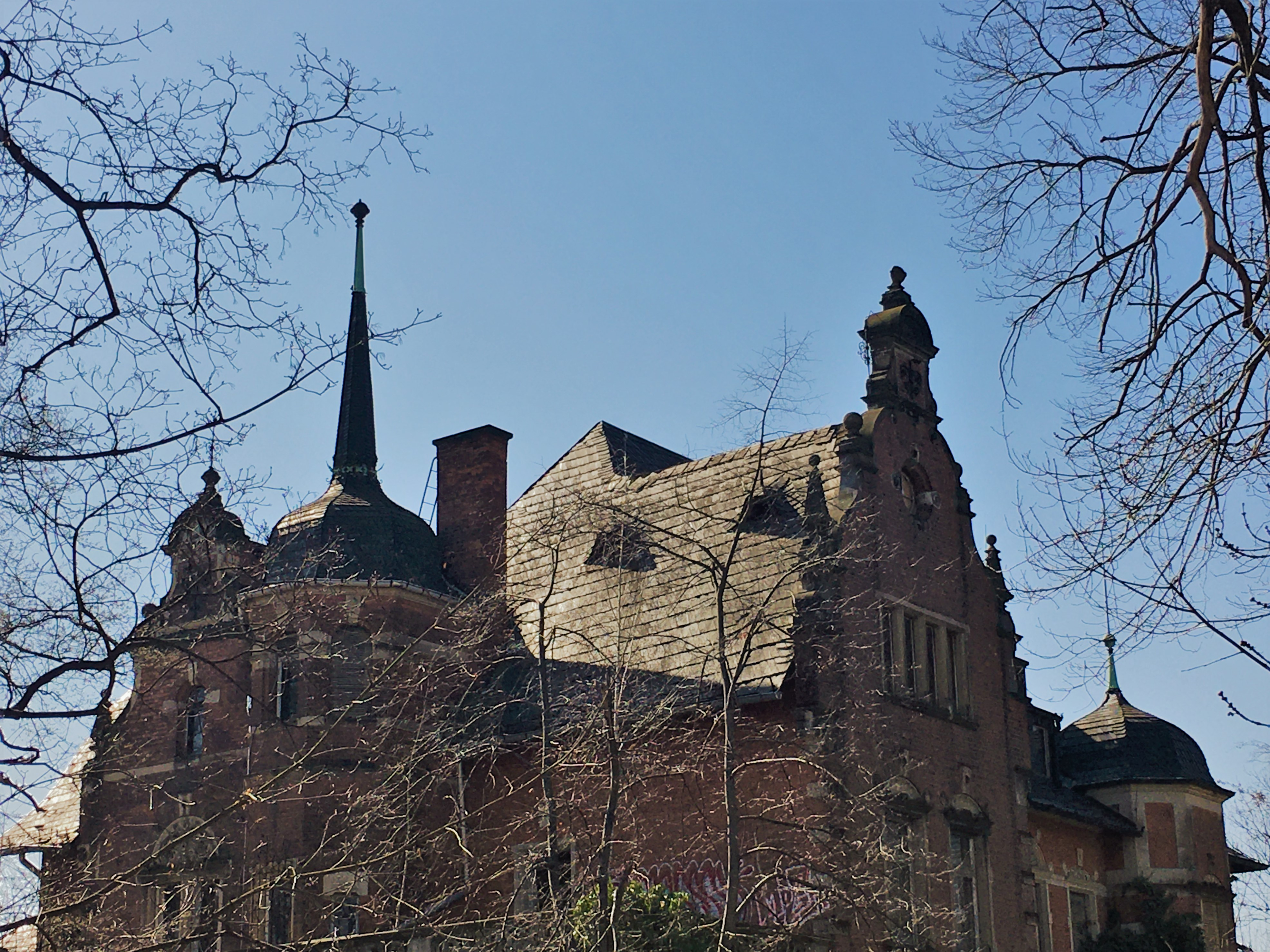
Dachlandschaft von Norden (2021)
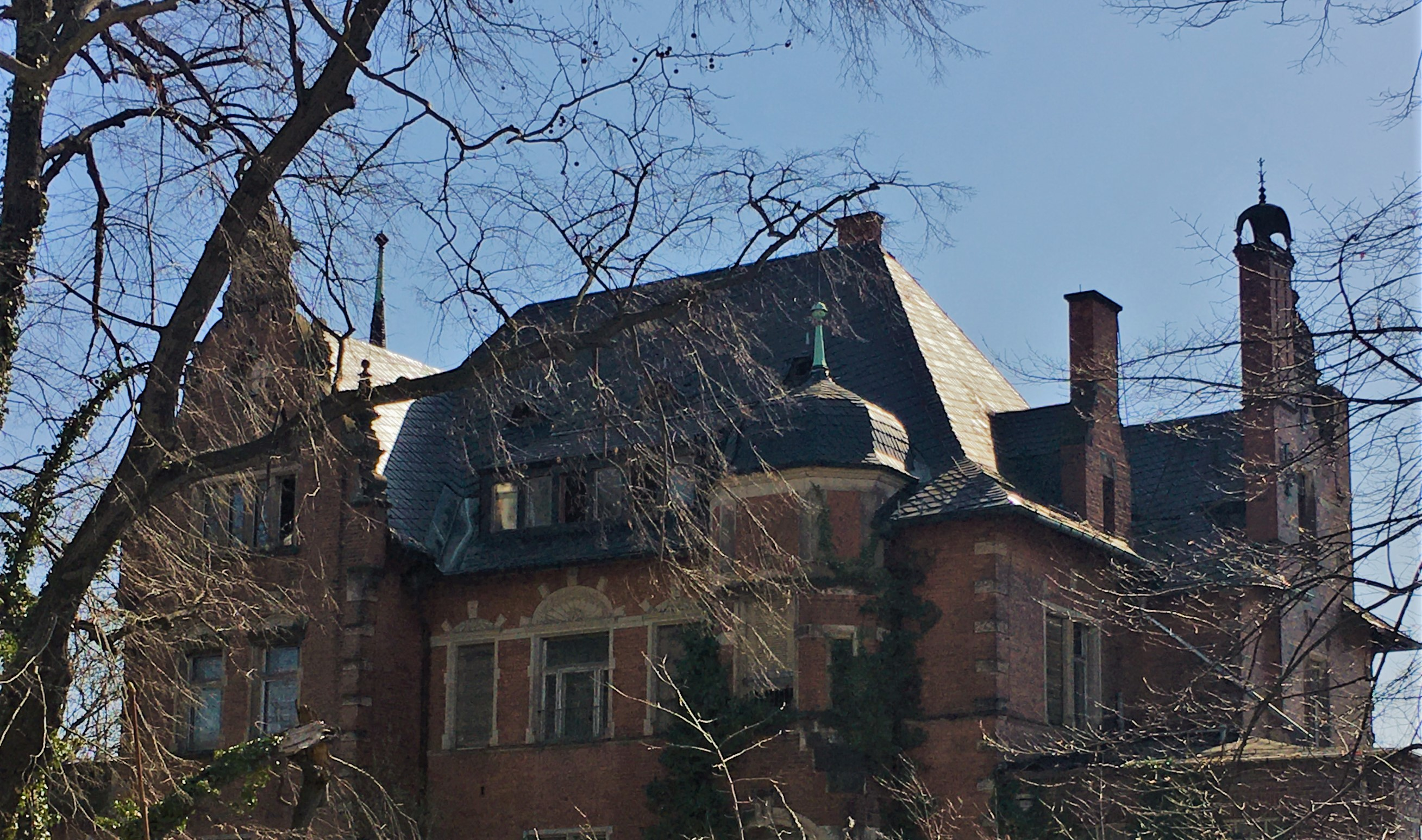
Dachlandschaft von Westen (2021)
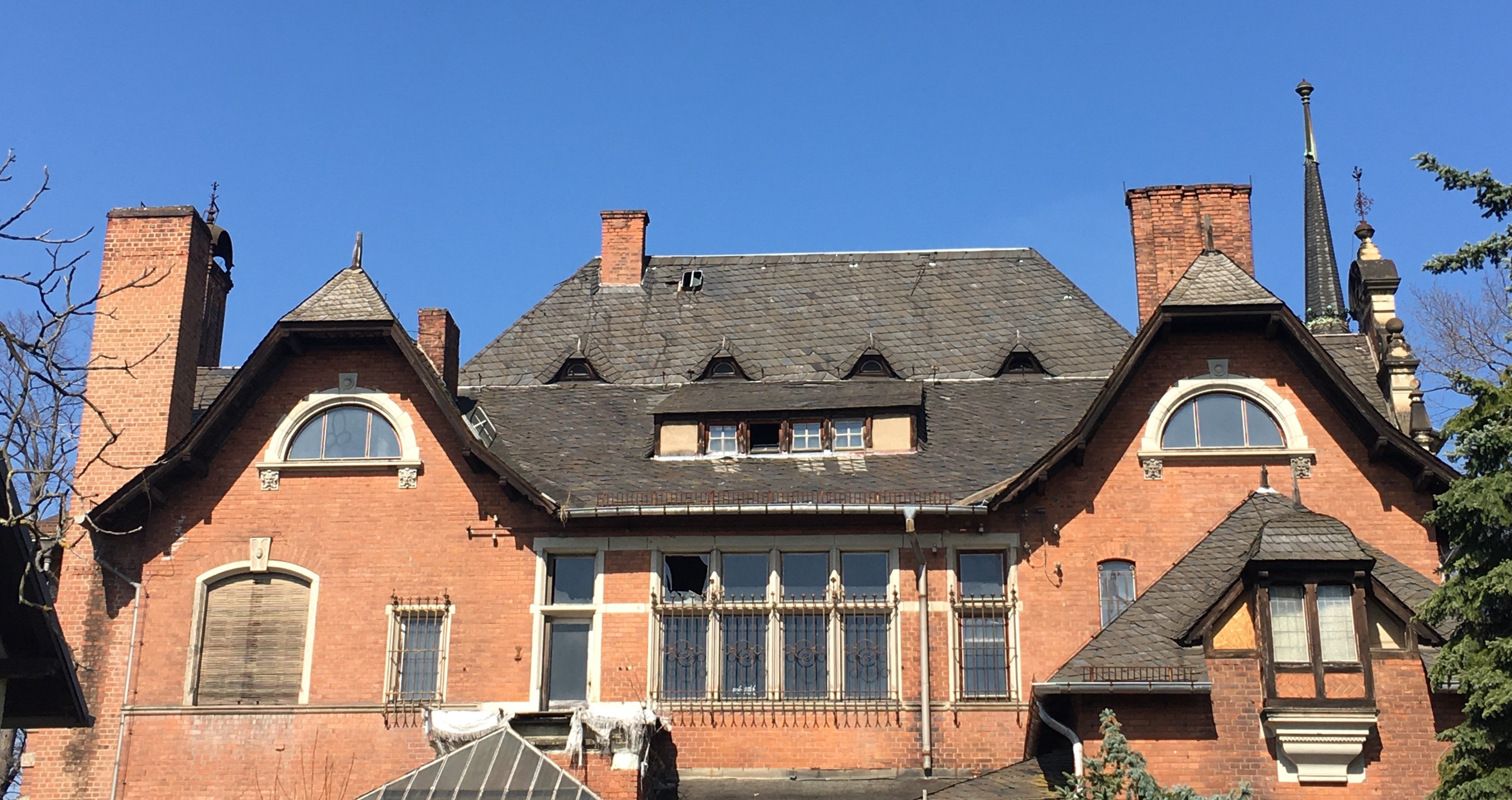
Dachlandschaft von Osten (2021)
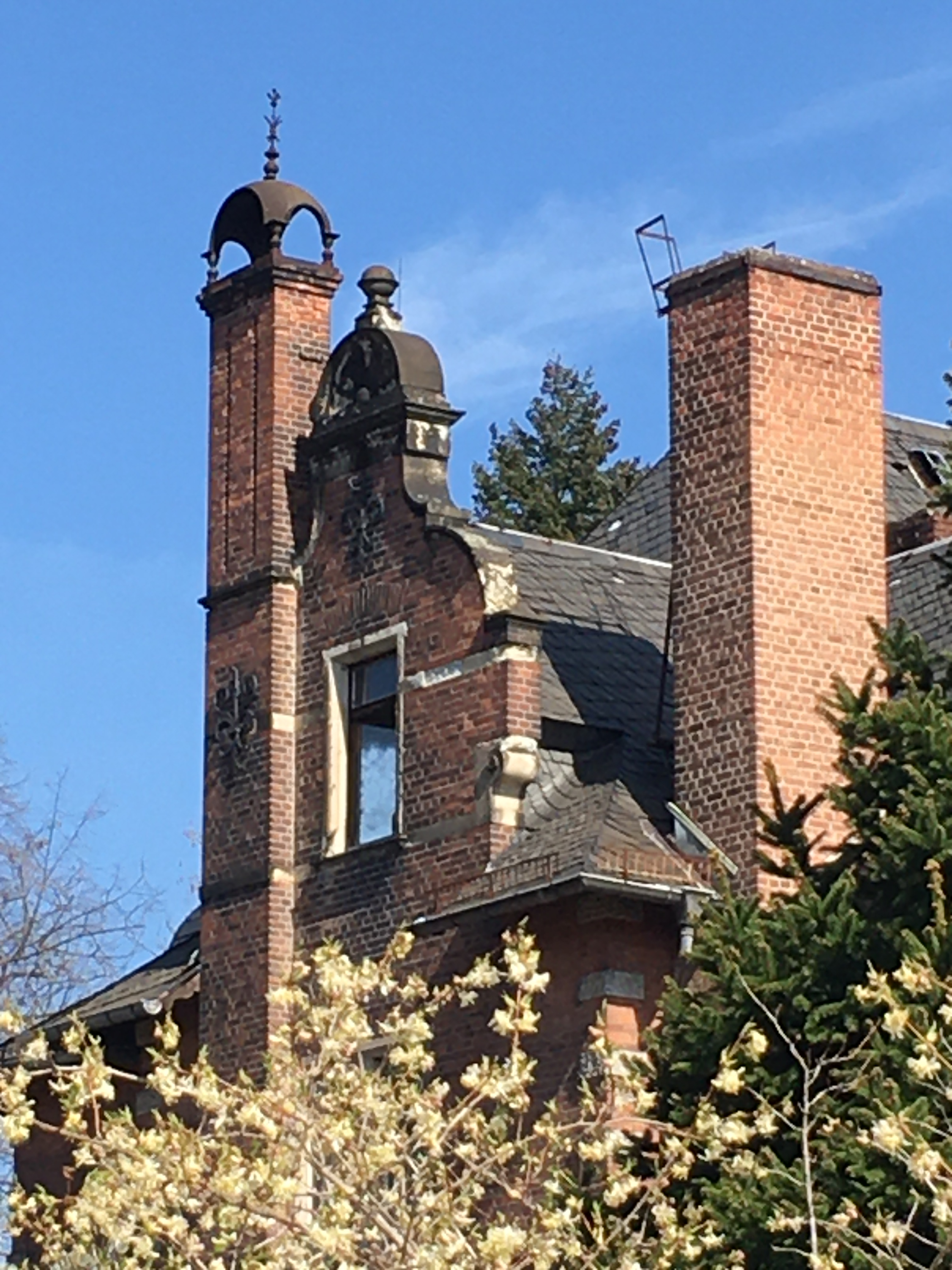
Dachlandschaft von Süden (2021)

Der umgebende Park gilt als Werk der Landschafts- und Gartengestaltung, er war 2016 mangels Pflege in schlechtem Zustand.
Zu den weiteren Bestandteilen des Denkmals gehören die Einfriedung sowie der östliche Teil des Nebengebäudes im Garten, das ehemalige Kutscherhaus. Dieses liegt auf der Rückseite des Grundstücks Zinzendorfstraße 10.

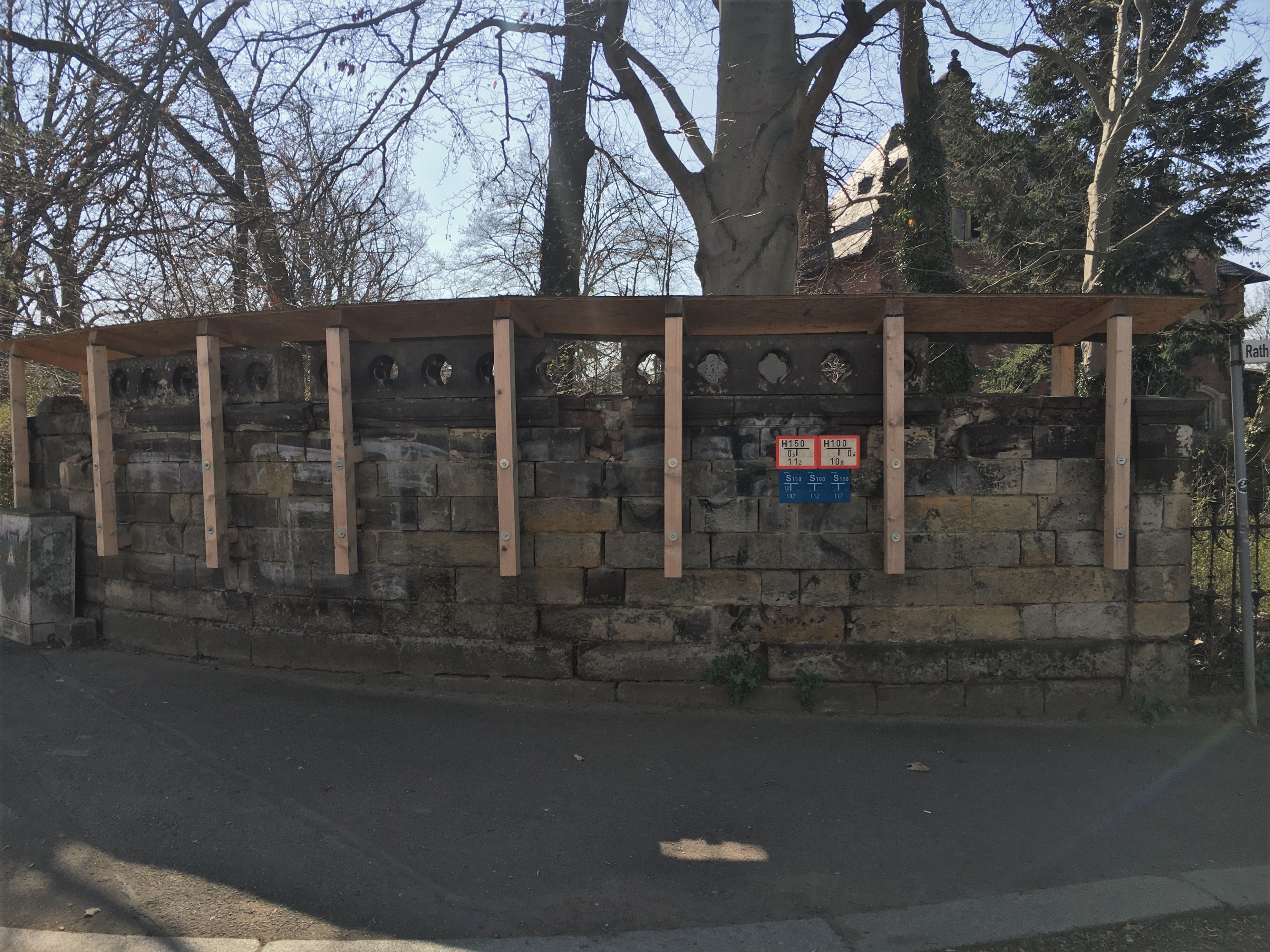
Eckeinfriedung Meißner Straße/Rathenaustraße (2021)
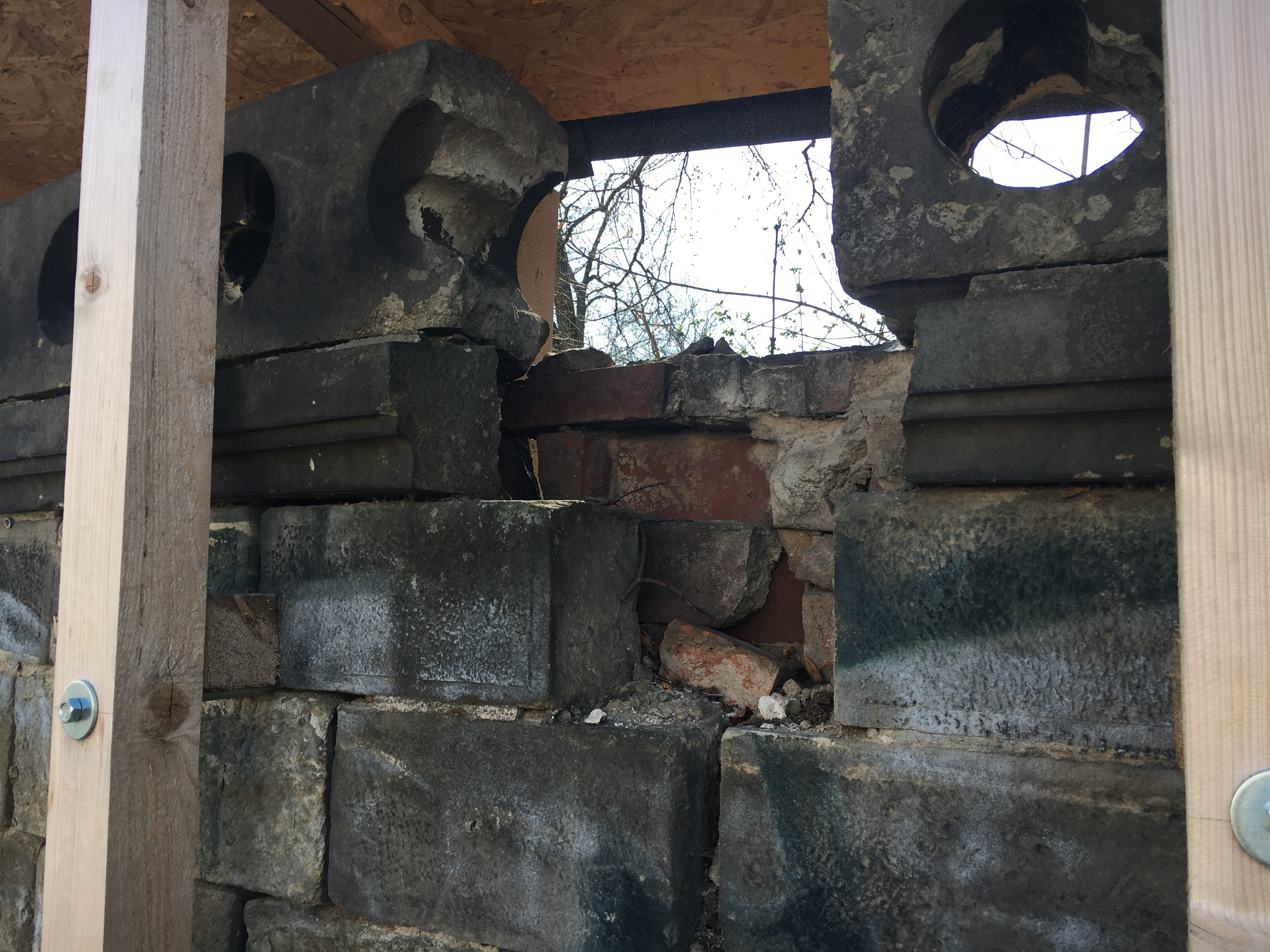
Eckeinfriedung Meißner Straße/Rathenaustraße, Detail der Bauweise (2021)
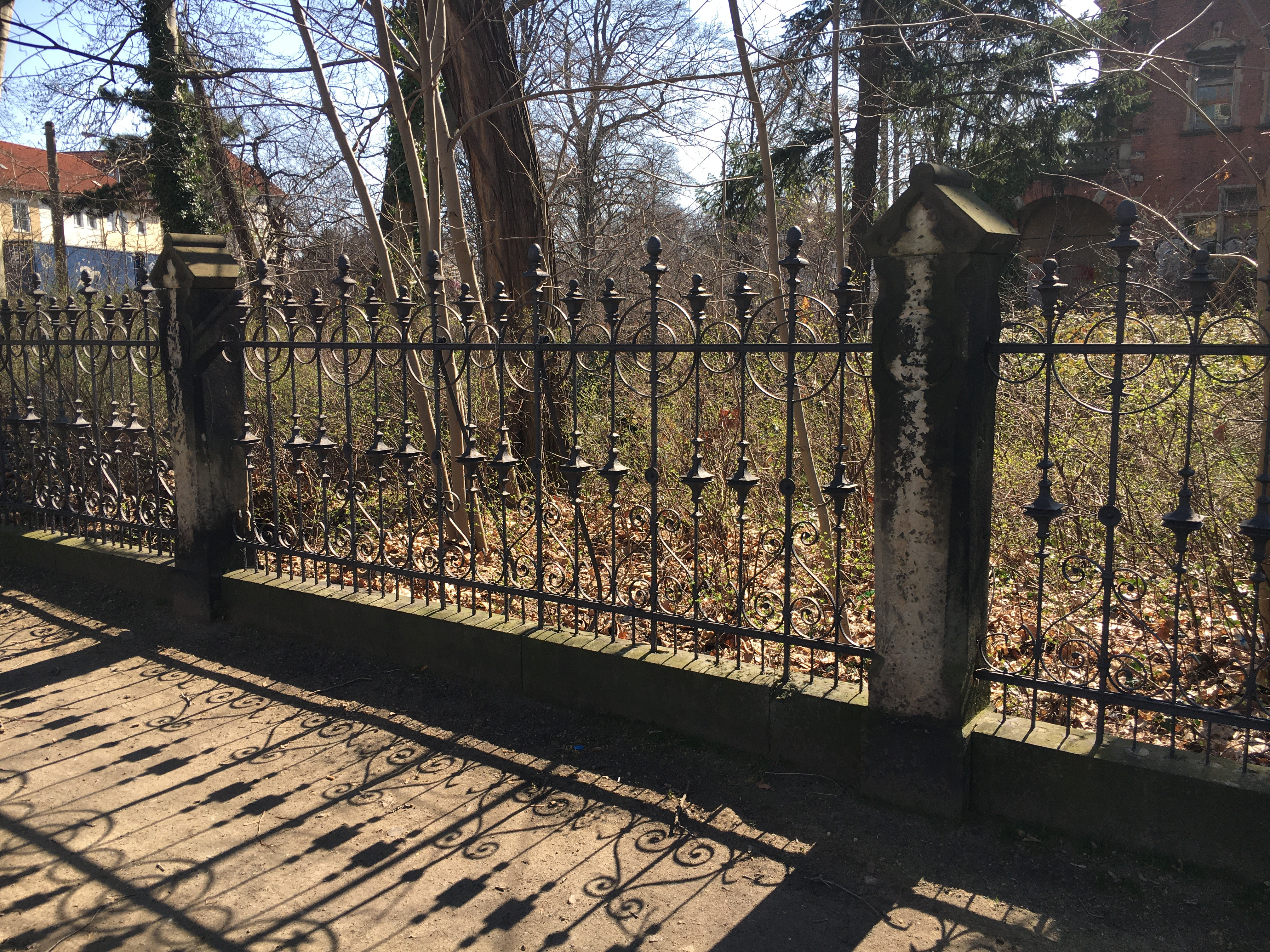
Zwei erhaltene Zaunpfeiler mit Krone und Zaunfeld (2021)
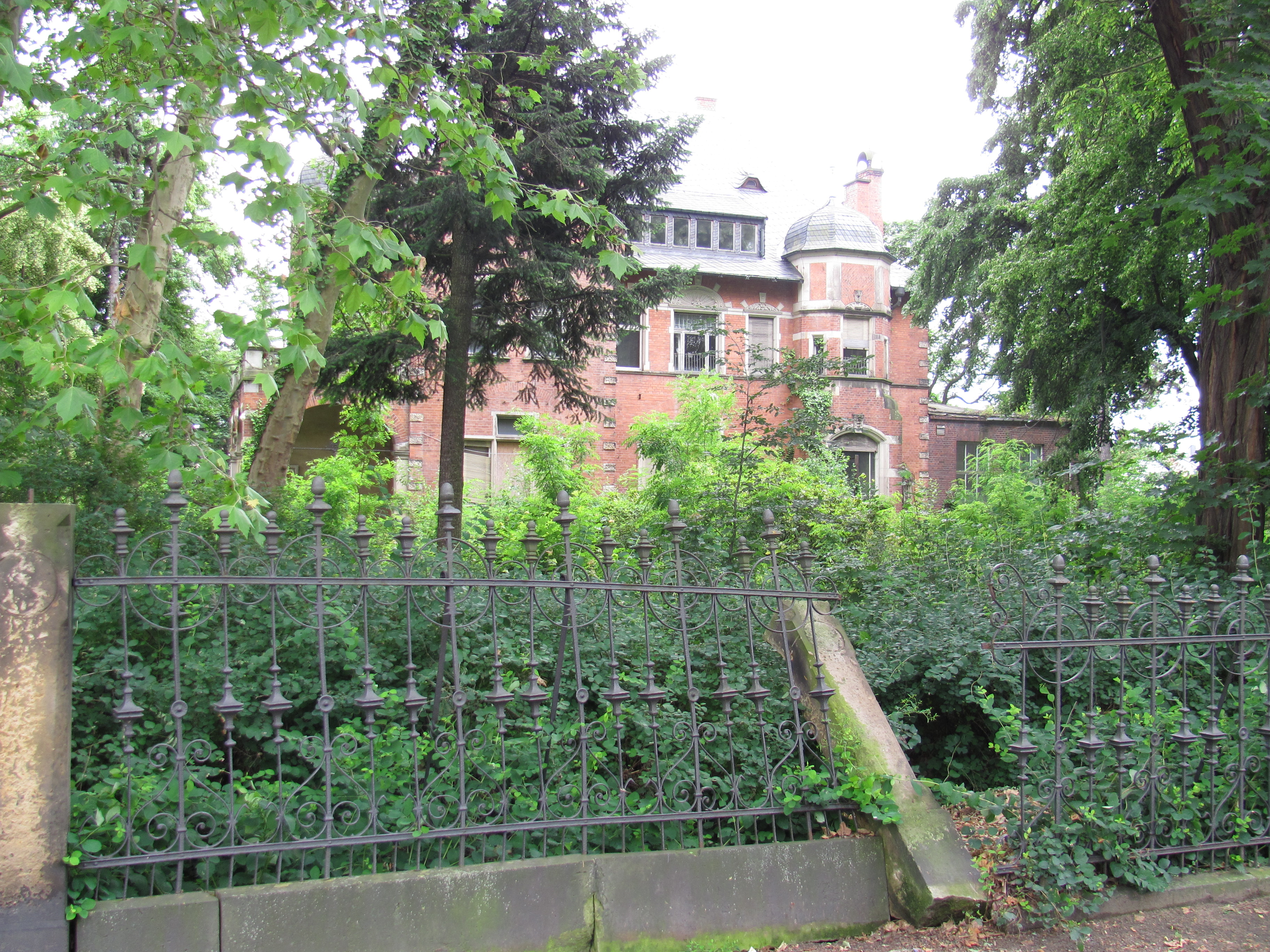
Umgestürzter Zaunpfeiler ohne Krone (2013)
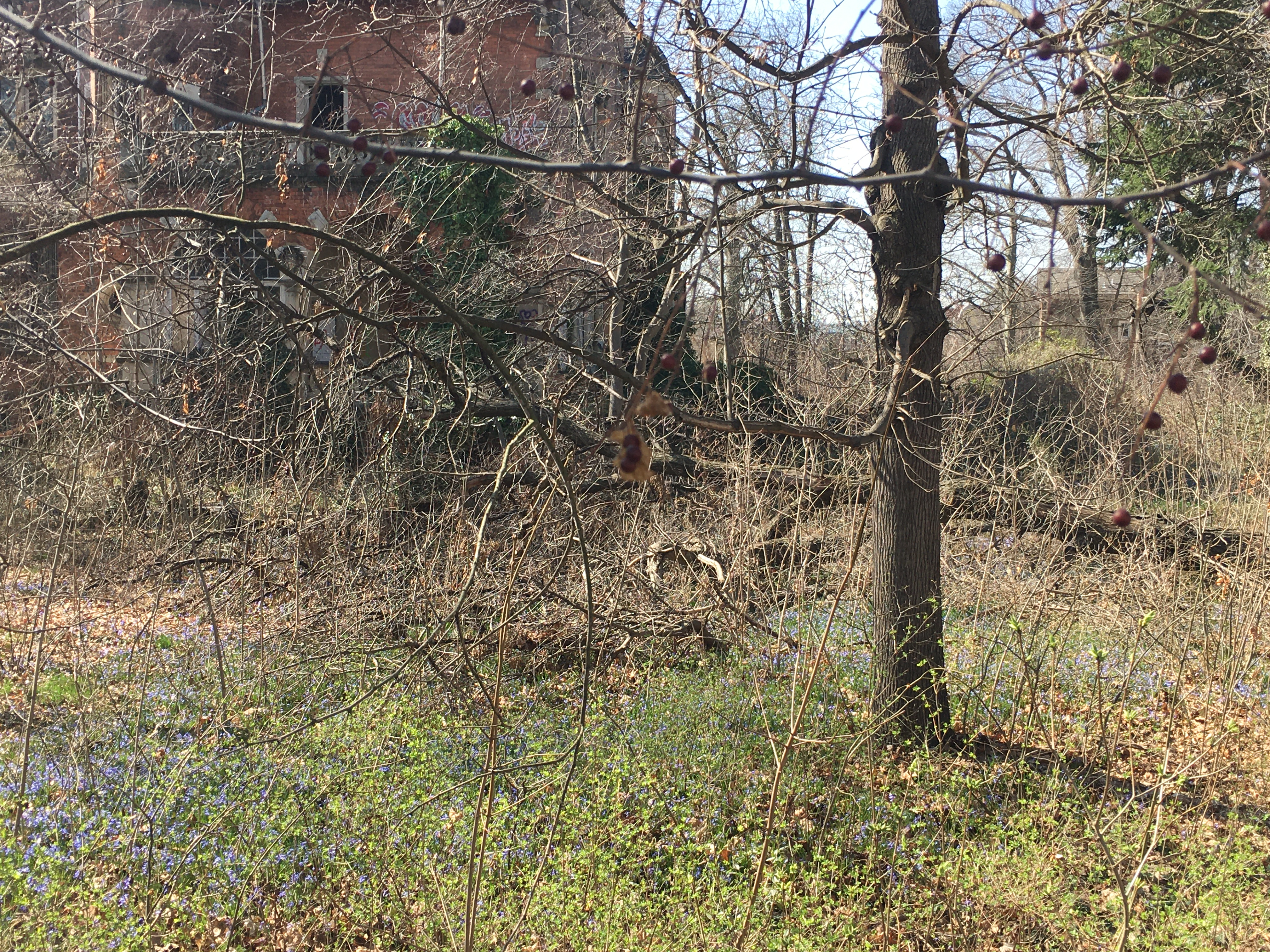
Umgestürzte Bäume und Blümchen (2021)

## Geschichte
Bauherr des Hauses war der Chemiker Carl Kolbe, Generaldirektor der Chemischen Fabrik von Heyden. Der Architekt des Landhauses war der Berliner Regierungsbaumeister und königliche Baurat Otto March, dessen Entwurf unter den Eindrücken eines längeren Englandaufenthalts 1888 entstanden war. Die Ausführung der Maurerarbeiten übernahm das örtliche Baugeschäft Gebrüder Ziller. Die innere Gestaltung des Hauses wurde 1891 auf der Berliner Architekturausstellung als Landhaus Dr. Kolbe präsentiert; sie orientierte sich stark an der als vorbildlich geltenden englischen Landhausarchitektur jener Zeit.
1893 entstand, ebenfalls von Otto March entworfen, das dazugehörige Gärtnerhaus auf der nördlichen Straßenseite der Meißner Straße.
Von 1910 bis 1919 war das Anwesen im Besitz von Selma D. Freifrau von Milkau aus Dresden, die ab 1915 in Darmstadt lebte und der auch die abgetrennten Grundstücke Nr. 12 und 14 gehörten. Ab 1915 bildete die Villa die Sommerwohnung des Direktors Dr. Carl Tichy.
Von 1920 bis 1933 war die Villa im Besitz des Fabrikanten Louis Paul (1841–1923) von der nahegelegenen (Sidonienstraße 20) gleichnamigen Eisengießerei und Maschinenfabrik beziehungsweise seiner Familie. Während seine Firma 1931 infolge der Weltwirtschaftskrise in Konkurs ging und 1933 als mitarbeitergeführte GmbH wiedereröffnet wurde, ging die Villa nach 1933 an die Öffentliche Versicherungsanstalt der Sächsischen Sparkassen in Dresden, die sie 1939/1940 an den Chirurgen Kohlmann als Eigentümer abgab.
Der Chirurg Anton Johannes Kohlmann (1886–1949) war bereits ab etwa 1920 im 1. Stock als Einmieter und übernahm die gesamten Räumlichkeiten für seine Klinik ab um 1933, die ab da auch „Kohlmannsche Villa“ genannt wurde. Er war seit 1921 mit Brunhilde geb. Weich (1897–1984) verheiratet und hatte zwei Kinder. Kohlmanns Ehefrau wurde es nach der Machtergreifung der Nationalsozialisten untersagt, die Praxis zu betreten, da die Ehe als „Mischehe“ mit einer jüdischen Ehefrau galt. Auch wenn Frau und Kinder aufgrund der damaligen Gesetze keinen Judenstern tragen mussten, wurde Brunhilde Kohlmann im März 1941 wegen der eingeführten Zwangsarbeitspflicht dazu gezwungen, in einer Kartonagenfabrik zu arbeiten, wohin sie nicht mit öffentlichen Verkehrsmittel fahren durfte. Ihrer beider Sohn kam 1944 mit 19 Jahren zur Zwangsarbeit. Johannes Kohlmann verstarb 1949 in Radebeul, seine Frau Brunhilde überlebte den Holocaust und starb 1984 in Altbach in Baden-Württemberg. Mindestens bis in die 1970er Jahre war die Familie Kohlmann Besitzer der Villa, während sie z. B. 1972 als Außenstelle des Kreiskrankenhauses Radebeul genutzt wurde.
Nach dem Zweiten Weltkrieg hatte der Chirurg Schramm darin eine Klinik eingerichtet. Später waren dort ein Orthopäde und bis 1995 eine Werkstatt des Vereins Lebenshilfe Dresden e. V. für Menschen mit Behinderung untergebracht. Seit deren Auszug im Februar 1995 ist die sanierungsbedürftige Villa mit 66 Zimmern ungenutzt.
Im Frühjahr 2016 stritt die Eigentümergemeinschaft Zinzendorfstraße 16 GbR mit der Stadt Radebeul um die Bebauung mit einem nicht-denkmalgerechten 12 Wohneinheiten-Neubau. Diese Erweiterung wurde abgelehnt. Die Eigentümergemeinschaft suchte daraufhin ohne Erfolg einen neuen Investor. Im Mai 2024 beschloss der Radebeuler Stadtrat, das Anwesen für einen Euro zurückzukaufen. Er plant, eine Notsicherung vorzunehmen und eine denkmalgerechte Sanierung des Daches sowie des Zaunes. Die Kosten dafür werden auf eine halbe Millionen Euro geschätzt. Danach soll ein neuer Käufer für das Anwesen gefunden werden. Die kompletten Sanierungskosten werden auf 6,6 Millionen Euro geschätzt.

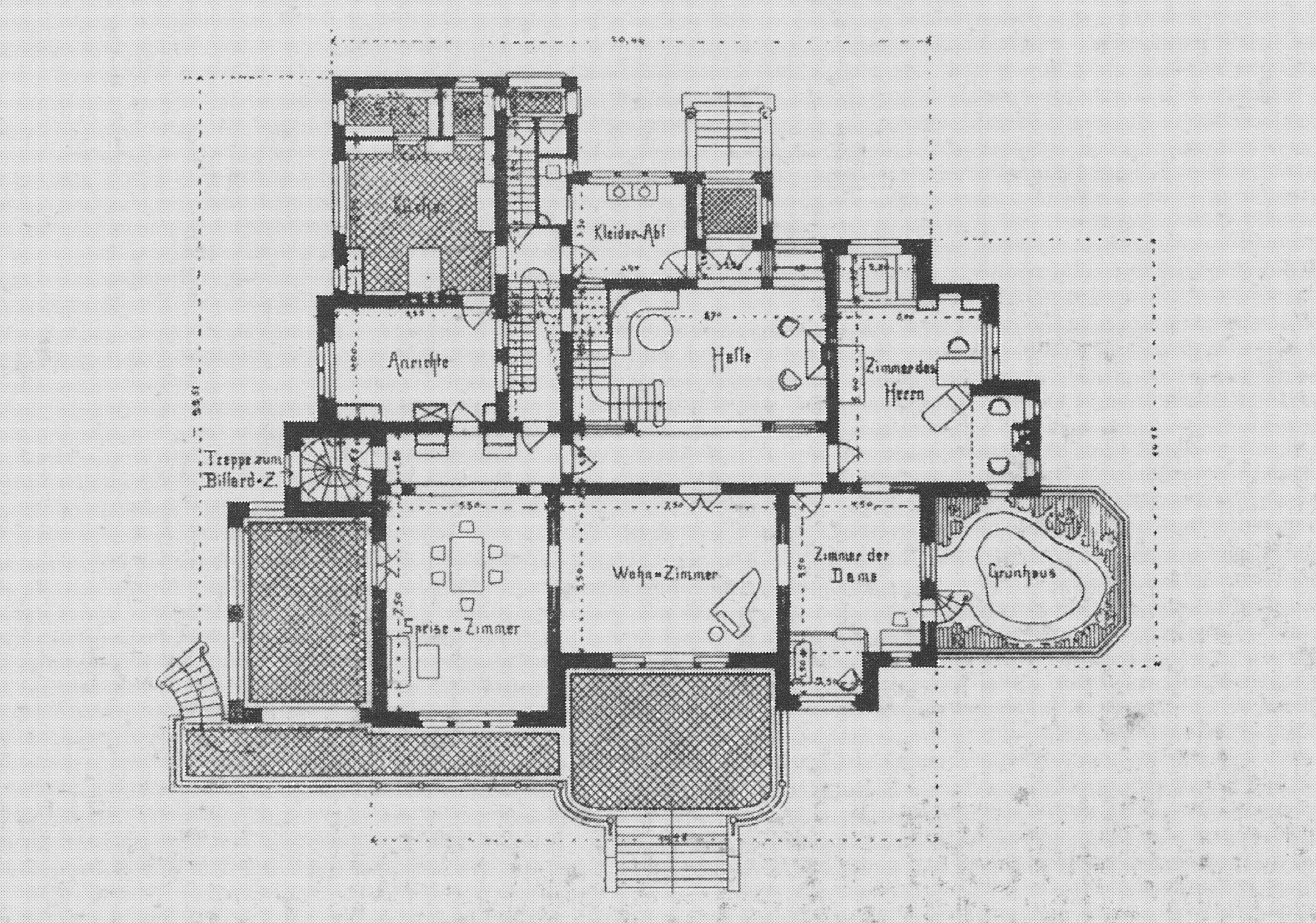
Grundriss (1890)
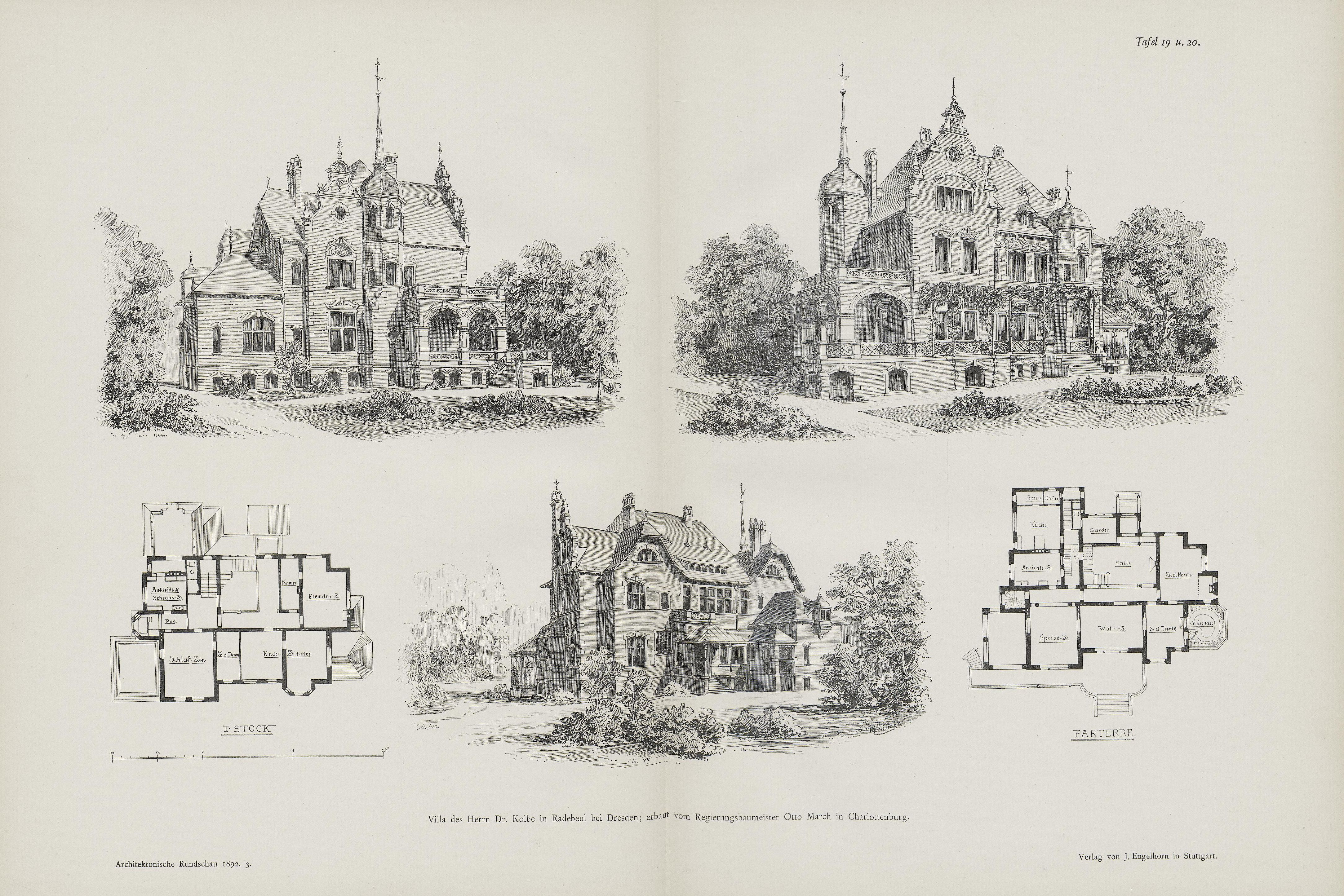
Grundriss / 3 Seiten der Villa Kolbe (1892)
Villa Kolbe, Herrenzimmer, Zeichnung von O. March
Villa Kolbe, Halle, Zeichnung von O. March
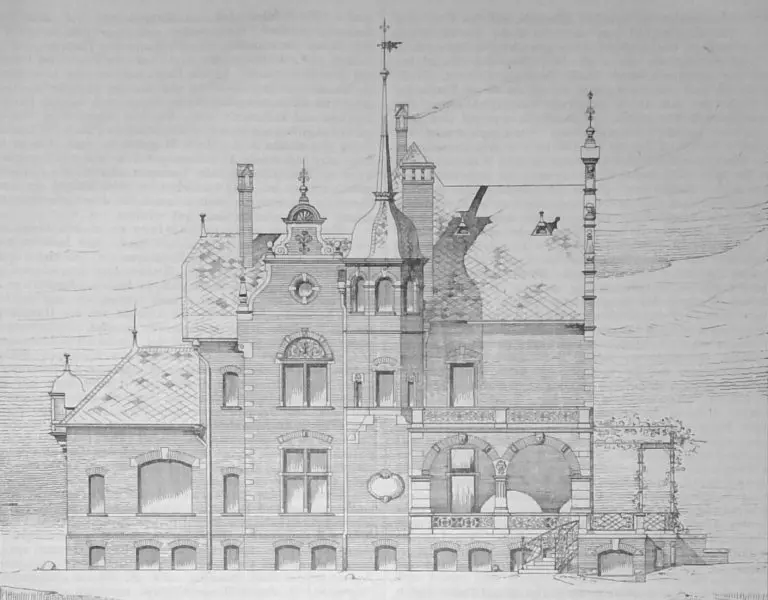
Zeichnung der Nordansicht
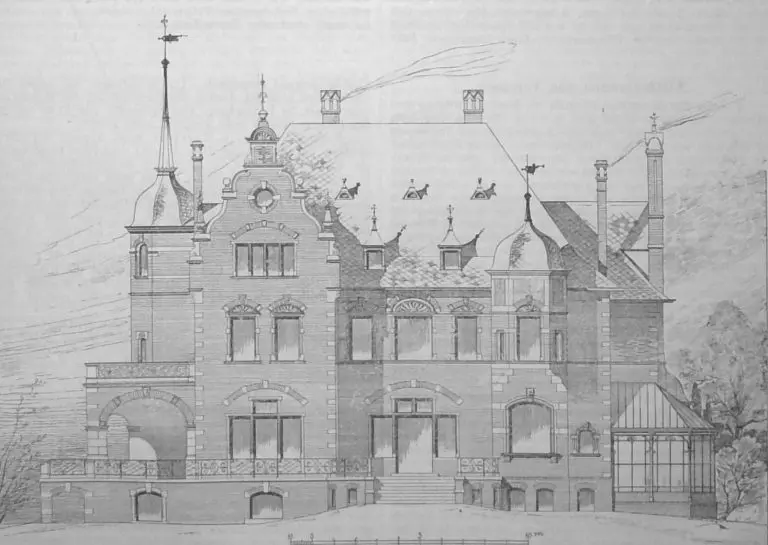
Zeichnung der Westansicht